# The Eyes of Horror
Albums de Possessed
Beyond the Gates
(1986) Victims of Death
(1992)
The Eyes of Horror est un EP du groupe de Death metal américain Possessed. L'album est sorti en 1987 sous le label Combat Records.
Le titre The Eyes of Horror a été repris par le groupe de death metal suédois Amon Amarth sur leur album studio The Crusher, sorti en 2001.

## Musiciens
- Jeff Becerra – chant, basse
- Larry LaLonde – guitare
- Mike Torrao – guitare
- Mike Sus – batterie

## Liste des titres
1. Confessions − 2:53
2. My Belief − 3:34
3. The Eyes of Horror − 3:16
4. Swing of the Axe − 3:59
5. Storm in My Mind − 4:22